# Ingo Autenrieth
Ingo B. Autenrieth (* 10. August 1962 in Stuttgart-Bad Cannstatt) ist ein deutscher Mediziner. Er war bis zum 30. Juni 2024 Leitender Ärztlicher Direktor und Vorstandsvorsitzender des Universitätsklinikums Heidelberg.

## Ausbildung
Ingo Autenrieth studierte von 1982 bis 1989 Medizin an den Universitäten Ulm und Dundee. Nach seiner Promotion in Ulm absolvierte er seine Facharztausbildung am Institut für Hygiene und Mikrobiologie des Universitätsklinikums Würzburg.

## Beruflicher Werdegang
Nach seiner in Würzburg erfolgten Habilitation arbeitete er 1995 als Gastwissenschaftler am Schweizerischen Institut für Experimentelle Krebsforschung, 1996 folgte er dem Ruf an die LMU München als Professor für Medizinische Mikrobiologie und Hygiene.
Von 2000 bis 2020 war er Inhaber des Lehrstuhls für Medizinische Mikrobiologie an der Universität Tübingen und hatte seit 2006 zudem die Position als Dekan der Medizinischen Fakultät inne. 2007 übernahm er auch den Vorsitz des Interfakultären Instituts für Mikrobiologie und Infektionsmedizin Tübingen (IMIT).
2020 wechselte Ingo Autenrieth an das Universitätsklinikum Heidelberg. Dort hatte er ab dem 1. April 2020 das Amt des Leitenden Ärztlichen Direktors und Vorstandsvorsitzenden inne.
Autenrieth ist Vizepräsident des Medizinischen Fakultätentags und Mitglied im Medizinausschuss des Wissenschaftsrats sowie des Deutschen Zentrums für Infektionsforschung (DZIF). Zudem ist er im Universitätsrats der Universität Augsburg tätig.
Autenrieth war federführend tätig in zahlreichen DFG- und BMBF-geförderten Forschungsverbünden, zuletzt 2019 als Co-Sprecher im DFG-geförderten NGS Kompetenzzentrum Tübingen (NCCT) sowie im Exzellenzclusters CMFI „Kontrolle von Mikroorganismen zur Bekämpfung von Infektionen“ der Universität Tübingen.
Gemeinsam mit der CeGaT GmbH und den Professoren Daniel Huson und Detlef Weigel ist Autenrieth Gründer von CeMeT (Center for Metagenomics), einer Mikrobiom-Firma, die sich nach neustem Stand der Technik mit der metagenomischen Bestimmung, Analyse und Bewertung des Mikrobioms beschäftigt.
Laut einer Mitteilung des Universitätsklinikums Heidelberg sollte der Vertrag mit Ingo Autenrieth in gegenseitigem Einvernehmen nicht verlängert und daher am 31. März 2025 auslaufen. Autenrieth bat jedoch vorab um Entbindung von seinen Aufgaben und schied somit als Leitender Ärztlicher Direkter zum 30. Juni 2024 aus dem Universitätsklinikum Heidelberg aus. Sein Nachfolger seit dem 1. Juli 2024 ist Jürgen Debus.

## Klinische Schwerpunkte
Autenrieth ist Facharzt für Mikrobiologie, Virologie und Infektionsepidemiologie, seine klinisch-wissenschaftlichen Schwerpunkte sind neue diagnostische Methoden, Antibiotikaresistenz und Mikrobiomanalytik.

## Auszeichnungen
- Award of the German Society of Hygiene and Microbiology (1994)[2]
- Award „best lecturer“ of the Medical Faculty (2003)[2]

## Privates
Autenrieth ist verheiratet und hat vier Kinder.